# دنیس الکساندر (نویسنده)
دنیس الکساندر (انگلیسی: Denis Alexander؛ زادهٔ ۱۵ ژوئیهٔ ۱۹۴۵) زیست‌شناس مولکولی، نویسنده، و بیوشیمی‌دان اهل بریتانیا است. او ۴۰ سال را در جامعه تحقیقاتی زیست پزشکی گذرانده‌است. او عضو بازنشسته کالج سنت ادموند، کمبریج و مدیر بازنشسته مؤسسه علم و دین فارادی، کمبریج است که او با همکاری باب وایت آن را در سال ۲۰۰۶ تأسیس کرد.